# 28.º Batalhão de Infantaria Mecanizado
O 28º Batalhão de Infantaria Mecanizado (28º BI Mec), também conhecido como Batalhão Henrique Dias, é uma Unidade de Emprego Peculiar em Operações de Garantia da Lei e da Ordem e em Operações Militares em Ambientes Urbanos do Exército Brasileiro sediada em Campinas, no estado de São Paulo.
Criado em 6 de outubro de 1942, em Recife (PE), com a designação de 1º Batalhão de Carros de Combate Leve, a Unidade se estabeleceu em Campinas (SP) em fevereiro de 1947. Em 11 de novembro de 1971, foi transformado em 28º Batalhão de Infantaria Blindado (28º BIB), mais tarde Batalhão de Infantaria Leve e após isso Batalhão de Infantaria Mecanizada (atual).

## Histórico
Criado em 1942 como 1º Batalhão de Carros de Combate Leves, foi tornado 28º Batalhão de Infantaria Blindado - sendo empregados os veículos blindados de transporte de pessoal M-113 - e posteriormente 28º Batalhão de Infantaria Leve - com a transferência de seus meios blindados para o Comando Militar do Sul. - perdurando até hoje.
Desde 1992 porta a insígnia da Ordem do Mérito Militar, concedida pelo presidente Fernando Collor.

## Emprego
Além de formar o Aspirante a Oficial da Reserva de 2ª classe através de seu Núcleo de Preparação de Oficiais da Reserva (NPOR - 28º BIL), o 28º BIL foi como tropa de garantia da lei e da ordem na missão de paz da ONU no Haiti (MINUSTAH) e em Forças de Pacificação, como a a Intervenção Federal no Rio de Janeiro.